# 田中権内
田中 権内（たなか ごんない、1654年? - 1713年）は、江戸時代中期、伊予大洲藩砥部郷（現在の愛媛県伊予郡砥部町）の大庄屋である。
大洲藩主加藤泰興の時、御代役の功により、扶持方五人分と山林四か所を拝領して、「砥部の大巾着」と異名された。宮内村に残る田中権内の墓碑には「黙翁道渕覚位 正徳癸巳三年（1713年）五十九歳」と記されており、菩提寺の理正院過去帳にも「正徳三癸巳歳 黙翁道淵信士」と記録がある。

## 田中権内の家系
伊予国浮穴郡砥部荘料澤の白滝城初代城主・中村経孝が祖先。天正年間、中村経房の代で、四国征伐により開城した。
その後、松山藩主加藤嘉明より、中村喜三衛門が、17か村の庄屋16人、組頭25人、町年寄1人、五人組48人を支配下に置く大庄屋を拝命し、以来その職を世襲した。

### 系図
與右衛門尉ー庄右衛門ー田中文内（喜三右衛門）ー田中権内ー田中治兵衛ー田中喜三右衛門義貴（大庄屋-御普請方下奉行）ー新八郎ー喜右衛門（以下略）

## 大森彦七盛長供養塔
正徳2年（1712年）田中権内が先祖の主家にあたる大森彦七を敬慕し、庄屋・田中治兵衛及び五本松小助、川井忠左衛門の協力により、供養塔を建立した。
現在、供養塔の塔身は三つに折れた物をセメントで繋いである。碑面には「長盛院殿大森彦七居士神儀」と刻まれていたと言うが、現在は風化が激しく読めない。基台の文字も今は判読困難である。
楠木正成を討取って大功を立てた彦七が、正成の霊に悩まされる話。彦七は狂乱状態になったところ、仏道修行により本復することを美文で綴っている。
供養塔は、砥部町指定文化財に指定されている。

## 田中家と和田家の関係
田中権内の嫡子・田中喜三右衛門義貴は、正徳三癸巳歳にはまだ十歳であった。そのため、供養塔にも記されている縁戚の和田家治兵衛が、佐礼谷村の庄屋職を弟伝五兵衛に譲って、砥部の大庄屋・田中家に夫婦で入籍し、義貴が成人するまでの間の後見をした。後に治兵衛は和田家庄屋に復帰している。したがって、田中家には夫婦による養子の記録はあるが、法名は記されてはない。
田中権内の先祖は、「大洲領庄屋由来書」によれば、中村庄右衛門の代、先祖が河野氏族で岩伽羅衣掛城の和田三河守とされる。麻生庄屋田中義正の養子となり、姓を田中と改め、田中権内に至った。田中・和田両家は縁戚関係にある。

## その他の記録
砥部騒動は一般に田中権内とされているが本来は権内の嫡子田中喜三右衛門義貴（1703年 - 1784年）の代である。砥部騒動は寛保元年（1741年）に起きているが、権内は正徳癸巳三年（1713年）に、五十九歳で他界しており、アリバイが成立。注意すべき事は、砥部騒動と入会山紛争が混同されている場合が多い。

## 名前について
田中家は苗字帯刀が許されていたが功名のあった喜三右衛門や権内が代々屋号の様に呼ばれたり、また写本の時にも誤字により誤解が生じたと思われる。喜左衛門や與左衛門の名は系図には記録なし。
明治維新によって新政府が新たに戸籍を編纂し、旧来の氏姓と家名苗字の別、および諱と通称の別を廃止し国民全員が姓名を公式に名乗り改名の習慣が禁止された。
明治八年二月、「平民名字必称義務令」を布告して強制的に家名を付ける事を義務づける。